# Chico Landi
Francisco Sacco Landi, mais conhecido como Chico Landi, (São Paulo, 14 de julho de 1907 – São Paulo, 7 de junho de 1989) foi um piloto de automobilismo brasileiro.

## Biografia
Landi era filho de Pasquale Landi, italiano e mãe Antonietta Sacco, ítalo-brasileira. Começou a sua carreira de piloto no famoso Circuito da Gávea, no Rio de Janeiro, no ano de 1934.
Nas décadas de 1930 e 1940, venceu algumas provas pilotando carros movidos a etanol de fabricação nacional, enquanto seus rivais usavam metanol importado da Europa.
Durante a escassez de combustíveis resultante da II Guerra Mundial, sua empresa, a Francisco Landi & Cia. Ltda., fabricou o equipamento gasogênio que, através de incentivos governamentais, foi amplamente usado em carros particulares e de transporte público. Este equipamento, era instalado nos veículos para produzir o combustível popularmente conhecido como "gás pobre", usado como substituto da gasolina. O grave racionamento de combustíveis durante a guerra, provocou a suspensão das corridas de automóveis no país. Para que estas tivessem continuidade, o gás pobre passou a ser usado como combustível também no automobilismo. Foi campeão nacional em 1943, 1944 e 1945, pilotando carros equipados com gasogênios abastecidos com carvão vegetal sendo, por isso, apelidado de "Rei do Gasogênio".
Entre os anos de 1947 até 1957, Chico Landi foi um dos mais famosos pilotos do velho continente, tendo participado de todas as grandes corridas da época, ao lado dos maiores nomes do automobilismo, entre eles podemos citar, Fangio, Farina, Ascari, Varzi e Villoresi.
Destacou-se mundialmente ao vencer o segundo Grande Prêmio de Bari em 1948, a mais importante prova automobilística daquela época, sendo essa vitória também a primeira da Ferrari na categoria. O fato foi tão inesperado que os organizadores do Grande Prêmio, não possuindo o Hino Nacional Brasileiro para tocar na festa de comemoração, tocaram "O Guarani" de Carlos Gomes. Repetiu o feito em 1952, tornando-se bicampeão.
Landi também foi o primeiro brasileiro a correr na Fórmula 1. No GP da Itália, Monza, 1951, ele pilotou uma Ferrari 375 alugada largando na 16ª posição (o limite era de 22 posições). Participou apenas de seis (GPs) entre 1951 a 1953 e mais uma corrida em 1956, sem conseguir vitória alguma e podium também. Seu melhor resultado foi um 4º lugar no GP da Argentina de 1956, onde marcou 1,5 ponto com uma Maserati 250F e se tornou o primeiro piloto brasileiro na história da Fórmula 1 a terminar uma corrida na zona de pontuação. Correu pelas equipes Escuderia Bandeirantes, Scuderia Milano e Maserati.

## Resultados na Fórmula 1
| Ano  | Equipe                    | Chassis          | Motor              | 1        | 2    | 3    | 4         | 5   | 6         | 7         | 8         | 9         | Pontos | Posição  |
| ---- | ------------------------- | ---------------- | ------------------ | -------- | ---- | ---- | --------- | --- | --------- | --------- | --------- | --------- | ------ | -------- |
| 1951 | Escuderia Bandeirantes    | Maserati 4CLT/48 | Maserati 4CLT L4 c | SUI      | Indy | BEL  | FRA       | GBR | GER DNA P |           | ESP DNA P |           | 0      | NC (80º) |
| 1951 | Francisco Landi           | Ferrari 375      | Ferrari 375 V12    | SUI      | Indy | BEL  | FRA       | GBR |           | ITA Ret P |           |           | 0      | NC (80º) |
| 1952 | Escuderia Bandeirantes    | Maserati A6GCM   | Maserati A6 L6     | SUI      | Indy | BEL  | FRA DNA P | GBR | ALE       | HOL 91 P  | ITA 8 P   |           | 0      | NC (36º) |
| 1953 | Escuderia Bandeirantes    | Maserati A6GCM   | Maserati A6 L6     | ARG      | Indy | HOL  | BEL       | FRA | GBR       | GER       | SUI Ret P |           | 0      | NC (68º) |
| 1953 | Scuderia Milano           | Maserati A6GCM   | Maserati A6 L6     | ARG      | Indy | HOL  | BEL       | FRA | GBR       | GER       |           | ITA Ret P | 0      | NC (68º) |
| 1956 | Officine Alfieri Maserati | Maserati 250     | Maserati 250F L6   | ARG 42 P | MON  | Indy | BEL       | FRA | GBR       | GER       | ITA       |           | 1.5    | 26º      |

- ↑1  Dividiu o carro com Jan Flinterman.[10]
- ↑2  Dividiu os 3 pontos com Gerino Gerini. Na divisão, Landi marcou 1,5 ponto.[11]

## Números
- Grande Prêmio de Bari: vencedor em 1948 e 1952
- Grande Prêmio Cidade do Rio de Janeiro: vencedor em 1941, 1947 e 1948
- Fórmula 1: 
  - GPs disputados: seis
  - Melhor colocação: quarto lugar em 1956